# Dương Hưu
Dương Hưu là một xã thuộc tỉnh Bắc Ninh, Việt Nam.

## Địa lý
Xã Dương Hưu có vị trí địa lý:
- Phía đông giáp xã Lương Minh, tỉnh Quảng Ninh
- Phía tây giáp các xã Tây Yên Tử và Tuấn Đạo
- Phía nam giáp xã Quảng La, tỉnh Quảng Ninh
- Phía bắc giáp các xã Sơn Động và An Lạc.

Xã Dương Hưu có diện tích 142,59 km², dân số 12.499 người, mật độ dân số đạt 87 người/km².

## Lịch sử
Ngày 8 tháng 12 năm 2017, HĐND tỉnh Bắc Giang ban hành Nghị quyết số 39/NQ-HĐND về việc sáp nhập thôn Đại Dương vào thôn Rạng Đông.
Ngày 16 tháng 6 năm 2025, Ủy ban Thường vụ Quốc hội ban hành Nghị quyết số 1658/NQ-UBTVQH15 của UBTVQH về việc sắp xếp các đơn vị hành chính cấp xã của tỉnh Bắc Ninh năm 2025. Theo đó, sắp xếp toàn bộ diện tích tự nhiên, quy mô dân số của xã Long Sơn và xã Dương Hưu thành xã mới có tên gọi là xã Dương Hưu.